# Ellie Daniel
Eleanor Suzanne "Ellie" Daniel, född 11 juni 1950 i Philadelphia i Pennsylvania, är en amerikansk före detta simmare.
Daniel blev olympisk guldmedaljör på 4 x 100 meter medley vid sommarspelen 1968 i Mexico City.